# Filmcritica
Filmcritica è un periodico italiano di critica cinematografica fondato a Roma nel 1950, da Edoardo Bruno, con Umberto Barbaro, Galvano Della Volpe, Roberto Rossellini e Giuseppe Turroni.

## Storia
Fin dall'inizio la rivista ha fornito un'analisi dei film di tendenza, o per ricerca del nuovo in estetica o secondo prospettive e chiavi di lettura insolite su autori e film, suscitando un intenso dibattito critico, spesso ripreso da conversazioni con gli autori stessi e da note di teoria.
Vi hanno scritto tra gli altri Ernesto De Martino, Roland Barthes, Gilles Deleuze, André Bazin, Pietro Ingrao, Remo Bodei, Emilio Garroni, Jean-Luc Nancy, Ignacio Matte Blanco, Jacques Rancière, Pietro Montani, Mario Verdone, Ciriaco Tiso, Enrico Magrelli, Fernanda Moneta, Marcello Pecchioli, l’attore Premio Oscar Babak Karimi, Nuccio Lodato, Sergio Arecco. Hanno fatto parte del comitato direttivo Sergio Arecco, Alessandro Cappabianca, Massimo Causo, Marina Del Vecchio, Daniele Dottorini, Lorenzo Esposito, Enrico Ghezzi, Vittorio Giacci, Michele Moccia, Grazia Paganelli, Andrea Pastor, Bruno Roberti, Francesco Salina e Daniela Turco.
A partire dagli anni 1970 ha pubblicato presso Bulzoni una collana di "Quaderni di Filmcritica", poi interrotta e ripresa negli anni 2000 per pochi numeri di una seconda serie. Altre iniziative sono il supplemento "Filmcritica scuola", divulgativo per i giovani e il Premio Filmcritica-Umberto Barbaro.
La rivista cartacea nel 2020 è giunta al n. 700.
Edoardo Bruno è mancato a Roma il 16 settembre 2020.

## Quaderni di Filmcritica
- 1. Con Pier Paolo Pasolini, a cura di Enrico Magrelli, 1977
- 2. Teorie del realismo, a cura di Edoardo Bruno, 1977
- 3. Con-versazioni, a cura di Riccardo Rosetti, 1977
- 4. Americana 1, di Giuseppe Turroni, 1978
- 5. Americana 2, di Giuseppe Turroni, 1978
- 6. Cinema '68, di Riccardo Rosetti, 1978
- 7. R. R., Roberto Rossellini, a cura di Edoardo Bruno, 1979
- 8. Hollywood-party, di Enrico Magrelli, 1979
- 9. Ëjzenštejn iendito, a cura di Francesco Salina, 1980
- 10. Film come film: G. J. Markopoulos, a cura di Sergio Arecco, 1980
- 11. Tecnica e ideologia, a cura di Antonio Bertini, 1980
- 12. Il senso in più, di Edoardo Bruno, 1981
- 13-14. Ind, under, off: materiali sul cinema sperimentale, 1959-1979, a cura di Nuccio Lodato, 1981
- 15. T/T: Truffaut Truffaut, a cura di Ciriaco Tiso, 1982
- 16. Di/su Galvano Della Volpe, a cura di Edoardo Bruno, 1983
- 17. Film segno, a cura di Edoardo Bruno, 1983
- 18. Straub-Huillet film, a cura di Riccardo Rosetti, 1984
- 19. Deformazione e realtà, a cura di Mario Verdone, 1985
- 20. Americana 3, di Giuseppe Turroni, 1988
- 21. Americana 4, di Giuseppe Turroni, 1988
- 22. Film e immagine mentale, di Riccardo Rosetti, 1988
- 23. Forme del melodramma, a cura di Alberto Pezzotta, 1992
- 24. Care ombre. Scritti di cinema (1976-1992), di Vittorio Giacci, 1993
- [nuova serie] 1. Poesia del film, di Umberto Barbaro, 2000
- 2. Estetica ed infinito, di Ignacio Matte Blanco, a cura di Daniele Dottorini, 2000